# Gong Min-jeung
Gong Min-jeung (en hangul, 공민정; nacida como Kim Min-jung [김민정] el 30 de septiembre de 1986) es una actriz surcoreana.
Se graduó en el Departamento de Arte Cinematográfico de la Universidad de Konkuk.
Es conocida por sus papeles en tres películas de Hong Sang-soo: Lo tuyo y tú, En la playa sola de noche, y Grass. También por sus papeles en series como La temperatura del amor (2017), Familiar Wife (2018) y Sweet Munchies (2020). Su papel más popular hasta la fecha es Pyo Mi-seon, una enfermera dental, en la comedia romántica televisiva El amor es como el chachachá (2021). En 2020 ganó el premio Fantastic Best Actor Special Mention en el 24.º Festival Internacional de Cine Fantástico de Bucheon por Zombie Crush: Heyri.

## Carrera

### Primeros años
Gong se graduó en el Departamento de Arte Cinematográfico de la Universidad de Konkuk. La primera vez que Gong se decidió a actuar fue cuando estaba en tercer año de secundaria. Fue determinante en ello haber asistido a la obra Subway Line 1.
Debutó como actriz en 2009, en el cortometraje independiente Gugyeong. Su primera aparición en teatro fue dos años después, en 2011, en Rooftop Cat. Después de muchos papeles menores, obtuvo su primer papel secundario en la película independiente Everyone Wants to Die by My Name (2013). De 2011 a 2015 construyó su reputación en varios cortometrajes y películas independientes, como Dog, Goblin y Ethical Street Rule.

### Ascenso
Gong dejó una fuerte impresión en los espectadores después de su aparición en dos largometrajes de Hong Sang-soo, Lo tuyo y tú (2016), y En la playa sola de noche (2017). En este mismo año debutó como actriz de televisión en la serie dramática de SBS La temperatura del amor. Al año siguiente, con Familiar Wife (2018), Gong fue elogiada por su colorida actuación. También en 2018 Gong actuó en la película The Vanished, y volvió a trabajar en otra película de Hong Sang-soo, Grass, que se estrenó en la 68.ª edición del Festival Internacional de Cine de Berlín el 16 de febrero de 2018. La película también se proyectó en el programa Korean Cinema Today - Panorama del 23.º Festival Internacional de Cine de Busan.

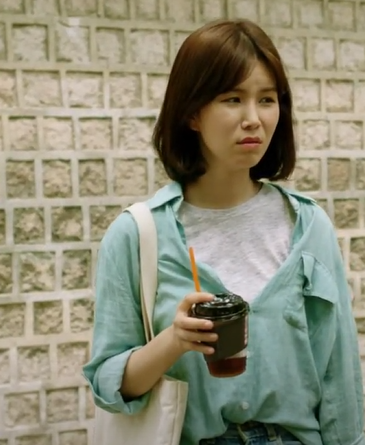
Gong Min Jeung en 2018

En 2019 apareció en la muy comentada película  Kim Ji-young: Born 1982. Basado en la novela del mismo nombre, este largometraje recibió muchos elogios de la crítica, además de alcanzar 3,7 millones de entradas totales vendidas y recaudar el equivalente a 27,16 millones de dólares estadounidenses, un éxito comercial. En 2020 apareció en la película Zombie Crush: Heyri como Gong Jin-seon. Por este papel recibió la Mención Especial al Mejor Actor Fantástico en el 24.ºFestival Internacional de Cine Fantástico de Bucheon. Ese mismo año apareció en las series de televisión Sweet Munchies y Please Don't Date Him, que se emitió en noviembre de 2020.
El 17 de noviembre de 2020 Indie Plus, en el Centro de Cine de Seúl, anunció que llevaría a cabo la «Exposición Estrella en Ascenso - Actriz Gong Min-jung» del 19 al 23 de noviembre. La exposición presentó catorce obras en total, incluidos cinco largometrajes, siete cortometrajes con dos secciones y dos obras recomendadas por Gong. La lista de obras fue la siguiente: Everyone Wants to Die by My Name (2012), Lo tuyo y tú (2016), Grass (2017), Kim Ji-young: Born 1982 (2019), Chang Lee (2019), Call me if you need me (2018), Byeonggu (2015), Two water and a lighter (2020), Daddy’s taste (2014), Ethical street rules (2016), Coming-of-age ceremony (2018), y I should have killed the bastard (2018). Las recomendaciones de Gong fueron Blue Valentine (2010) y American Honey: A Song of the Wandering Star (2016).
En 2021 Gong interpretó a Hee-soo en la película del mismo nombre. Hee-soo sigue a una mujer que a la vez existe y no existe. Hee-soo se embarca sola en un viaje tranquilo, camina tranquilamente de un lado a otro del plano, deambulando sin rumbo fijo entre el complejo industrial de teñido de Daegu y un pueblo de pescadores en Gangwon-do. En el camino, se encuentra con varias personas que la siguen brevemente, incluido el amante con el que fue a la fábrica, una abuela con una radio rota, una mujer de mediana edad que conoció en una casa de huéspedes y un estudiante varón que monta su bicicleta.
En el mismo 2021 fue elegida para el papel de Pyo Mi-seon en la serie de comedia dramática El amor es como el chachachá, una nueva versión de la película surcoreana de 2004 Mr. Handy, Mr. Hong.
La Asociación de Cine Independiente de Corea anunció el 29 de noviembre de 2021 la realización de una exposición especial llamada ¿No es nuestra esfera? en el Naver Indie Theatre, del 29 de noviembre al 28 de diciembre de 2021. La exposición proyectó 5 películas de Kim Hye-jun, en dos de las cuales aparece Gong: Family Portrait y I Should Have Killed that Bastard .
Gong trabajó también en 2022 con el director Cho Hee-young, quien hizo su película debut, en el cortometraje The Owners, que se proyectó en el Festival Internacional de Cine de Jeonju.
El año 2023 comenzó para la actriz con la película independiente Sprinter.

## Filmografía

### Largometrajes
| Año   | Título                    | Hangul                 | Papel                         | Notas                             | Ref.          |
| ----- | ------------------------- | ---------------------- | ----------------------------- | --------------------------------- | ------------- |
| 2011  | Mama                      | 마마                   | Enfermera de urgencias        |                                   | [ 22 ]        |
| 2012  | Your Time Is Up           | 누구나 제명에 죽고싶다 | Park Jeong-jae                |                                   |               |
| 2015  | Sunshine                  | 설지                   | Escritora de transmisiones    |                                   |               |
| 2015  | No Tomorrow               | 섬. 사라진 사람들      | Empleada de oficina municipal |                                   |               |
| 2015  | The Beauty Inside         | 뷰티 인사이드          | Residente de neurología       |                                   | [ 22 ]        |
| 2015  | Dog Eat Dog               | 개: Perro come perro   | Periodista                    |                                   |               |
| 2016  | Lo tuyo y tú              | 당신자신과 당신의 것   | So-yeon                       |                                   | [ 23 ]        |
| 2017  | En la playa sola de noche | 밤의 해변에서 혼자     | Ma-ri                         |                                   | [ 23 ]        |
| 2017  | Idol Fever                |                        |                               |                                   |               |
| 2018  | Film Adventure            | 영화로운 나날          | Directora                     |                                   |               |
| 2018  | Grass                     | 풀잎들                 | Mina                          |                                   | [ 11 ] [ 24 ] |
| 2018  | The Vanished              | 사라진 밤              | Hee-yeon                      |                                   | [ 23 ]        |
| 2018  | A Daytime Picnic          | 한낮의 피크닉          | Choi Yeong-sin                | Parte Llámame cuando me necesites | [ 25 ]        |
| 2019  | I Am Home                 | 집 이야기              | Kyeong-ran                    |                                   |               |
| 2019  | Move the Grave            | 이장                   | Geum-hee                      |                                   |               |
| 2019  | The Boy From Nowhere      | 파도를 걷는 소년       | [Voz]                         | Cameo                             |               |
| 2019  | Kim Ji-young: Born 1982   | 82년생 김지영          | Kim Eun Young                 |                                   | [ 26 ]        |
| 2021  | Zombie Crush en Heyri     | 좀비크러쉬: 헤이리     | Gong Jin Seon                 |                                   | [ 27 ] [ 28 ] |
| 2021  | Happy Children            | 아이들은 즐겁다        | Maestra                       |                                   |               |
| 2021  | Nothing Serious           | 연애 빠진 로맨스       | Seon bin                      |                                   | [ 29 ]        |
| 2021  | Sprinter                  | 스프린터               |                               |                                   | [ 21 ]        |
| Próx. | Method Acting             | 메소드연기             | Directora Lim                 |                                   | [ 30 ]        |

### Cortometrajes
| Año  | Título                                        | Hangul                                                    | Papel                               | Notas                   | Ref.   |
| ---- | --------------------------------------------- | --------------------------------------------------------- | ----------------------------------- | ----------------------- | ------ |
| 2009 | A Perfect Sight                               | 구경                                                      | Mujer                               |                         |        |
| 2010 | Please Please Me                              | 날 놓아줘                                                 | Ji-ae                               |                         |        |
| 2013 | Jane, we know                                 | 월동준비                                                  | Mujer 2                             |                         |        |
| 2014 | A Familiar Taste                              | 아빠의 맛                                                 | Hwang Kyung-eon                     |                         |        |
| 2015 | Saengilkeik                                   | 생일케익                                                  | Da-rae                              |                         |        |
| 2015 | Alergy                                        | 병구                                                      | Minji                               |                         |        |
| 2015 | Greed; Ghost Light                            | 도깨비불                                                  | Esposa                              |                         |        |
| 2016 | Terrific Weather                              | 끝내 주는 날씨                                            | Yeon-ju                             |                         |        |
| 2016 | Love Triangle                                 | 그 냄새는 소똥냄새였어                                    | Minji                               |                         |        |
| 2016 | A man in the basement                         | 지하의 남자                                               | Niña                                |                         |        |
| 2016 | The distance between us                       | 윤리거리규칙                                              | Choi Eun-jin (profesora)            |                         |        |
| 2017 | Alone                                         | 의자 위 여자                                              | Trabajadora social                  |                         |        |
| 2018 | A Room of One’s Own                           | 두 개의 방                                                | Ja-hui                              |                         |        |
| 2018 | I Should Have Killed that Bastard             | 그 새끼를 죽였어야 했는데                                 | Personal de producción de películas |                         |        |
| 2019 | Midday Picnic - Act 3: Call me if you need me | <한낮의 피크닉> 세 번째 에피소드 <내가 필요하면 전화해>의 | Young-shin                          |                         | [ 31 ] |
| 2020 | Two water and a lighter                       | 두 개의 물과 한 개의 라이터                               | Ji-won                              |                         |        |
| 2020 | Homework                                      | 귀를 기울이면                                             | Min-jeong                           |                         |        |
| 2020 | The Girl Malsook                              | 소녀 말숙                                                 | Mi-hyun                             |                         |        |
| 2021 | Family Portrait                               | 떨어져 있어야 가족이다                                    | Yuk Min-jeong                       |                         |        |
| 2022 | Parallel Observation from the Age of 6        | 평행관측은 6살부터                                        | Madre                               | Cortometraje televisivo | [ 32 ] |
| 2022 | The Owners                                    | 주인들                                                    | Mujer                               |                         |        |

### Series de televisión
| Año     | Título                         | Hangul                   | Papel               | Notas            | Ref.                 |
| ------- | ------------------------------ | ------------------------ | ------------------- | ---------------- | -------------------- |
| 2017    | La temperatura del amor        | 사랑의 온도              | Soo-young           |                  | [ 22 ]               |
| 2017    | Mi vida dorada                 | 황금빛 내 인생           | Song Mi-heon        |                  |                      |
| 2017    | Green Fever                    | 웹드라마 내일부터 우리는 | Ma-ri               | Serie web        |                      |
| 2018    | Familiar Wife                  | 아는 와이프              | Choi Hye-jung       |                  | [ 33 ]               |
| 2018    | 2018 tvN Drama Stage Anthology | 문집                     | Shin So-yi (adulta) | Drama en un acto | [ 34 ]               |
| 2018    | Top Management                 | 탑 매니지먼트            | Empleada de JTBS    | Serie web        | [ 35 ] [ 36 ]        |
| 2020    | Sweet Munchies                 | 야식남녀                 | Yoo Sung-eun        |                  | [ 37 ]               |
| 2020    | Please Don't Date Him          | 제발 그 남자 만나지 마요 | Tak Ki-hyun         |                  | [ 5 ] [ 38 ]         |
| 2020    | My Holo Love                   | 나 홀로 그대             | Choi Seung-kwon     | Serie web        |                      |
| 2021    | El amor es como el chachachá   | 갯마을 차차차            | Pyo Mi-sun          |                  | [ 18 ]               |
| 2022    | Las hermanas                   | 작은 아씨들              | Jang Ma-ri          |                  | [ 39 ]               |
| 2022    | Abogado por un dólar           | 천원짜리 변호사          | Na Ye-jin           |                  | [ 40 ]               |
| 2023    | Una dosis diaria de sol        | 정신병동에도 아침이 와요 | Huh Ji-an           |                  | [ 41 ]               |
| 2023-24 | Mi chico es Cupido             | 내 남자는 큐피드         | An Do-ra            | Serie web        |                      |
| 2024    | Cásate con mi esposo           | 내 남편과 결혼해줘       | Yang Joo-ran        |                  | [ 42 ] [ 43 ] [ 44 ] |

### Presentadora
| Año  | Título                                                                | Notas             | Ref.   |
| ---- | --------------------------------------------------------------------- | ----------------- | ------ |
| 2021 | Ceremonia de apertura del Festival de Cine Indie Forum 2021           | Con Ryu Kyung-soo | [ 45 ] |
| 2022 | Ceremonia de clausura del Festival de Cine Independiente de Seúl 2022 | Con Seo Hyun Woo  | [ 46 ] |

## Teatro
| Año     | Título                      | Hangul            | Papel         | Teatro                                           | Fecha                       | Ref. |
| ------- | --------------------------- | ----------------- | ------------- | ------------------------------------------------ | --------------------------- | ---- |
| 2011-12 | Rooftop Cat                 | 옥탑방 고양이     | Múltiple      | Sala de arte principal de Sindorim               | 8 de julio - 29 de enero    |      |
| 2012    | Rooftop Cat - Busan         | 옥탑방 고양이     | Múltiple      | Sala de teatro BS Busan Bank Joeun 1             | 10 de febrero - 11 de marzo |      |
| 2012-13 | Rooftop Cat                 | 옥탑방 고양이     | Múltiple      | Salón de Arte Oriental de Gangnam                | 2 de marzo - 3 de febrero   |      |
| 2016    | I am Getting Married in May | 오월엔 결혼할꺼야 | Eom Jeong-eun | Salón de Arte Daehangno Sori 1                   | 8 de marzo - 14 de julio    |      |
| 2018    | People of Justice           | 정의의 사람들     | Dora          | Edificio 2 del Centro de Arte de Sueños Daehakro | 2 - 21 de octubre           |      |

## Premios y nominaciones
| Año  | Premios                                              | Categoría                                               | Papel                | Resultado | Ref.   |
| ---- | ---------------------------------------------------- | ------------------------------------------------------- | -------------------- | --------- | ------ |
| 2021 | Festival Internacional de Cine Fantástico de Bucheon | Premio Mención Especial Mejor Actor Fantástico          | Zombie Crush: Heyri  | Ganadora  | [ 5 ]  |
| 2022 | Grand Bell                                           | Mejor actriz de reparto                                 | Nothing Serious      | Nominada  | [ 47 ] |
| 2022 | SBS Drama                                            | Mejor actriz de reparto en miniserie de romance/comedia | Abogado por un dólar | Ganadora  | [ 48 ] |